# Malagassisk
Malagassisk er sproget talt på Madagaskar, hvor det sammen med fransk er officielt sprog, samt på Comorerne, Réunion og Mayotte. Sproget tales af i alt 17 millioner mennesker. Sproget blev tidligere skrevet med det arabiske alfabet, men fra 1800-tallet begyndte det at blive normalt at skrive sproget med det latinske alfabet.
- Der findes også en Wikipedia på malagassisk.

## Ekstern henvisning
- Evolutionary biology can help us understand how language works. The Conversation 2022

| Sprog | Spire Denne artikel om sprog er en spire som bør udbygges. Du er velkommen til at hjælpe Wikipedia ved at udvide den. |